# Мёртвые ненавидят живых
«Мёртвые ненавидят живых» (англ. The Dead Hate the Living!) — американский низкобюджетный комедийный фильм ужасов 2000 года режиссёра Дэйва Паркера.

## Сюжет
На заброшенном объекте доктор Эйбон проводит свои жуткие опыты по оживлению мертвецов. Однажды один из экспериментов выходит из-под контроля и оживший мертвец кусает доктора. А в это время некто Дэвид — ярый фанат кинематографа, занимающийся тем, что собирается снять свой первый любительский фильм ужасов про зомби. Помогает ему в этом его старый друг Пол, который заведует специальными эффектами и гримом. Начиная съёмки киноделы натыкаются на странного вида контейнер с реальным трупом и, вместо того, чтобы сообщить об этом куда следует, снимают его и собираются использовать в дальнейшем. Наконец вскоре съёмочная команда набредает на портал, ведущий в мир мёртвых, а также на группы охочих до людского мяса живых мертвецов. Компания укрывается в заброшенном здании и пытается противостоять нашествию зомби.

## В ролях
| Актёр              | Роль                  |
| ------------------ | --------------------- |
| Мэтт Стефенс       | доктор Эйбон          |
| Эрик Клоусон       | Дэвид                 |
| Бретт Бердсли      | Пол                   |
| Мэттью МакГрори    | гигант                |
| Энтони С. Ферранте | покупатель в магазине |

## Отсылки к другим фильмам
В фильме существует некоторое количество отсылок к другим фильмам ужасов. В частности на автомобиле можно видеть наклейку с надписью «Фульчи жив» (отсылка к культовому итальянскому режиссёру Лучо Фульчи, различные постеры, разговор о Дэвиде Уорбеке, а главный герой в один из моментов задаёт себе вопрос "Как бы поступил на моём месте Брюс Кэмбелл.
В российском прокате фильм выходил под названием «Зловещие мертвецы 4».